# She Wolf
She Wolf eller Loba i spansktalande länder, är den colombianska sångerskan Shakiras tredje engelskspråkiga studioalbum. Den släpptes den 12 oktober i de flesta områden dock i många länder kom den ut före eller efter detta datum. I USA kommer skivan att släppas först den 23 november.
Shakira började skriva på låtar för sin nya skiva i februari 2008, och den första singeln som släpptes är "She Wolf" som har en spansk version, "Loba". Den släpptes 14 juli 2009. Nästa singel blev "Did It Again". 
Skivan är producerad av Shakira, Lukas Barton, Future Cut, Jerry Duplessis, John Hill, Amanda Ghost, Wyclef Jean, The Neptunes och Timbaland.
Det här albumet ska vara mer "elektro-pop" och "dans" än hennes tidigare. Skivan har fått rätt bra kritik och många har berömt Shakira för hennes nya elektro-pop stil.

## Låtlista
Internationella utgåvan
1. "She Wolf"
2. "Did it Again"
3. "Long Time"
4. "Why Wait"
5. "Good Stuff"
6. "Men In This Town"
7. "Gypsy"
8. "Spy" (featuring Wyclef Jean)
9. "Mon Amour"
10. "Lo Hecho Está Hecho" (Spanskspråkig version av Did It Again)
11. "Años Luz" (Spanskspråkig version av Why Wait)
12. "Loba" (Spanskspråkig version av She Wolf)

Bonuslåtar i Storbritanniets Itunes utgåva
- "She Wolf" (Calvin Harris Remix)
- "She Wolf" (Deeplick Club Remix Radio Edit) (Bonuslåt om man förbeställde skivan)

Bonuslåt i den Japanska utgåvan
- "She Wolf" (Calvin Harris Remix)

Den sydamerikanska och spanska utgåvan "Loba"
- "Loba"
- "Lo Hecho Está Hecho"
- "Años Luz"
- "Long Time"
- "Good Stuff"
- "Men In This Town"
- "Gypsy"
- "Spy" (featuring Wyclef Jean)
- "Mon Amour"
- "Did It Again" (Engelskspråkig version av Lo Hecho Está Hecho)
- "Why Wait" (Engelskspråkig version av Años Luz)
- "She Wolf" (Engelskspråkig version av Loba)

Amerikanska versionens låtlista har inte ännu bekräftats men skivan kommer att innehålla nytt material såsom låten "Give It Up To Me" duett med Timbaland och Lil Wayne eftersom låten är den andra singeln i USA istället för "Did It Again" som är singeln i 
Europa och andra kontinenter.